# إريك سيفاريد
كان أرنولد إيريك سيفاريد (من 26 من نوفمبر 1912م حتى 9 من يوليو عام 1992م) صحفي إخباري يعمل لدى هيئة الإذاعة الكولومبية (CBS) من عام 1939م حتى عام 1977م. وكان واحدًا من مجموعة من أبرز المراسلين الحربيين الذين قام الصحفي الرائد في هيئة الإذاعة الكولومبية إدوارد آر مورو بتوظيفهم لذلك أُطلق عليهم لقب «أولاد مورو». ولقد كان أول من أخبر عن سقوط باريس عندما استولى عليها الألمان أثناء الحرب العالمية الثانية. تم إطلاق النار على طائرته أثناء سفره إلى بورما في الحرب العالمية الثانية ولكن أنقذه فريق البحث والإنقاذ الذي تكون لهذا الغرض من خلف خطوط العدو. وكان آخر صحفي يُجري مقابلة صحفية مع أدلاي ستيفنسون قبل وفاته. وبعد حياة مهنية طويلة حافلة بالإنجازات، سار أرنولد إيريك على خطى الصحفي الرائد مورو وعمل كمعلق في برنامج أخبار المساء من سي بي إس لمدة اثنى عشر عامًا حاز فيها على جائزتي إيمي وبيبودي.